# Биковщинський (струмок)
Биковщи́нський — струмок у Києві в місцевості Глибочиця, притока р. Глибочиці. 

## Опис
У верхів'ї Глибочиці на межі XVIII–XIX століть виник хутір Биковщина. Біля хутора існував ставок, що в подальшому опинився на території дріжджового заводу (Глибочицька вулиця, 17, споруди знесено). Вочевидь, Биковщинський струмок був правим рукавом Глибочиці, починаючись приблизно в районі сучасного заводу імені Артема і впадаючи в Глибочицю приблизно в районі стику Глибочицької вулиці та Глибочицького проїзду. Сьогодні русло струмка ідентифікувати неможливо, ймовірно, це одна з підземних труб, що впадають у річку.
У довіднику «Київ» Биковщинський струмок помилково вказаний як притока Кудрявця.